# Top Secret (телеканал)
Top Secret (с 1 ноября 2006 по 14 января 2020 года — «Совершенно секретно») — телеканал, который показывает документальные фильмы и передачи, а также авторские и разговорные проекты. Начал вещание 1 ноября 2006 года, 1 сентября 2010 года перешёл на круглосуточное вещание. Контент производится компанией «Совершенно секретно», которая уже давно работает на телевизионном рынке России, стран СНГ и Балтии, и занимается производством одноимённой программы. Телеканал является лауреатом премии «Золотой луч» 2010 в двух номинациях: информация и публицистика и документальный фильм. Также телеканал получил специальный приз «За последовательную и успешную разработку жанра „журналистское расследование“». Также канал стал лауреатом международной премии «Eutelsat TV Awards 2012» в номинации «Лучший телеканал о культуре / Документальных фильмов», поделив приз вместе с немецким телеканалом «Spiegel TV Wissen».

## История
В 2011—2012 годах телеканал входил в холдинг «НКС Медиа» (принадлежащий ОАО «Ростелеком»), который образовался в результате слияния двух компаний: «Новый выбор» и «АртМедиа Групп».
В сентябре 2012 года холдинг «НКС Медиа» направил письмо, в котором сообщил о прекращении сотрудничества с телекомпанией «Совершенно секретно» с 2013 года, что могло привести к закрытию телеканала. По словам гендиректора телекомпании Этери Левиевой, причиной мог стать выход в эфир программы «После Собчака», где давала интервью Людмила Нарусова. 9 октября этого же года представители Ростелекома подтвердили намерение расторгнуть договор с телеканалом c формулировкой, что он не приносит доходов. Будет расторгнут уже заключённый договор, действие которого распространяется до конца 2014 года.
В октябре 2012 года стало известно, что «НКС Медиа» досрочно расторгает договор с телеканалом 1 марта 2013 года. Ранее сообщалось о датах 1 января 2013 года. и 1 февраля 2013 года. Несмотря на это, канал продолжает вещание в интернете и на платформе спутникового оператора «НТВ-Плюс». С февраля 2013 года канал вещает у спутникового оператора «Триколор ТВ».
15 января 2020 года в эфире появились короткие тематические программы, выходящие под названием «Информация к размышлению» и без логотипа канала. На официальном сайте анонсирована «перезагрузка» канала в «Top Secret». Перезапуск благополучно произошёл в феврале 2020 года, канал вещает во множестве кабельных сетей, его программа экспортируется в соответствующие сервисы, такие как «Яндекс.Телепрограмма». Собственная телепрограмма «Наше время» ещё в 2019 году была обновлена под названием «Наше время 2.0».

## Вещание
В России и Украине канал можно принимать по спутнику «НТВ-Плюс», в некоторых городах — по кабельному ТВ. В Интернете трансляцию ведёт «Яндекс». В числе кабельных операторов числятся: НКС/Твоё ТВ, «Билайн ТВ» (Россия), Ростелеком, ранее Ростелеком-OnLime (Россия/Москва), «Космос ТВ» (Беларусь), Алма-ТВ (Казахстан), Воля-кабель (Украина), KATV1 (Азербайджан) и другие.
Незадолго до официального закрытия канала некоторые телеоператоры прекратили его ретрансляцию раньше срока: 5 ноября 2012 года «СС» исключён из аналогового пакета НКС в Санкт-Петербурге, уступив его частоту телеканалу «Муз-ТВ». В расширенном соцпакете НКС в Москве 1 марта 2013 года на его месте начал вещание телеканал «24 Техно». Примерно с 1 сентября 2013 года по спутнику «НТВ-Плюс» телеканал в основном пакете (базовый) не принимается.

## Программы
В соответствии с законом «О защите детей от информации, причиняющей вред их здоровью и развитию» все передачи канала предназначены для телезрителей старше 16 лет. Основу вещания составляют документальные телепроекты прошлых лет, программы на актуальные темы представлены в основном в виде интервью. Среди программ:
- «Max Mania»
- «Анатомия красоты»
- Документальные фильмы
- История российского шоу-бизнеса
- «Наше время 2.0»
- «Открытый разговор с весёлыми людьми»
- Художественные фильмы

### Бывшие программы
- «Public Tok»
- «Аудитория»
- «Двойной портрет» (повторы с ТВЦ)
- «Документальное расследование»[6]
- «Загадки века»
- «Интервью без комментариев»
- «Информация к размышлению» (повторы выпусков с эфира канала НТВ)
- «Крипто»
- «Круглый стол»
- «Наше время»
- «Независимое расследование» (выпуски 1999—2001 гг.) (повторы выпусков с эфира канала НТВ)
- «Политическая кухня»
- «Портреты»[6]
- «По секрету всему свету»
- «Путь домой»
- «Свобода доступа»
- «Совершенно секретно. XXI век»
- «Совершенно секретно представляет» / «Час Кучера»[1]
- «Специальный репортаж»
- «Тайны разведки» с Екатериной Шерговой
- «Художник и власть»

## Ведущие
- Алиса Ганиева
- Илья Альтман
- Максимиллиан Боровик
- Алексей Малобродский
- Степан Лианозов[32]
- Ирина Константинова
- Карен Шаинян

### Бывшие ведущие
- Дмитрий Губин
- Екатерина Шергова[33]
- Станислав Кучер[34]
- Николай Николаев
- Этери Левиева
- Леонид Велехов
- Александр Карлов